# Wardy Alfaro
Wardy Alfaro Pizarro (Montecillos, Alajuela, 31 december 1977) is een Costa Ricaanse profvoetballer die sinds 2011 onder contract staat bij CS Cartaginés. Pizarro is een doelman.

## Interlandcarrière
Pizarro speelde zijn eerste interland op 11 februari 2006 tegen Zuid-Korea. Hij maakt deel uit van de selectie voor het WK voetbal 2006, maar kwam niet in actie tijdens de eindronde in Duitsland. Hij speelde in totaal vijf interlands voor de nationale ploeg van Costa Rica.